# Почеп (Койское сельское поселение)
Почеп — деревня в Сонковском районе Тверской области. Входит в состав Койского сельского поселения.

## География
Находится в восточной части Тверской области на расстоянии приблизительно 21 км по прямой на восток-юго-восток от районного центра поселка Сонково на правом берегу речки Корожечна.

## История
Деревня была отмечена еще на карте 1825 года. В 1859 году здесь (тогда деревня Кашинского уезда Тверской губернии) было учтено 26 дворов.

## Население
Численность населения: 208 человек (1859 год), 22 (русские 100 %) в 2002 году, 12 в 2010.